# Anne Wood
Anne Wood née le 18 décembre 1937 à Spennymoor dans le Comté de Durham, est une productrice de télévision anglaise connue pour avoir co-créé la série pour enfants Les Télétubbies.
Elle a été récompensée par plusieurs prix, dont le prix Veuve Cliquot pour la femme d'affaires.

## Carrière
Elle a obtenu son diplôme d'enseignante du secondaire au Bingley Training College dans le Yorkshire et a occupé son premier poste d'enseignante chez elle à Spennymoor. Elle a épousé Barrie Wood en 1959 et a déménagé à Surbiton dans le Surrey où elle a assumé un rôle d'enseignante à l'école secondaire Hollyfield Road.
Anne est devenue l'une des premières pionnières d'un programme de club de livres de poche pour enfants pour les écoles mis en place par Scholastic Publications . Elle a pris sa retraite de l'enseignement à la naissance de sa fille et a été embauchée par Scholastic en tant que rédactrice en chef de leur club de lecture pour enfants.

## Filmographie
- 1985-1987 : Pob's Programme
- 1988-1989 : Playbox
- 1990-2000 : Rosie and Jim
- 1991-2002 : Brum
- 1993-1998 : Tots TV
- 1997-2001 : Les Télétubbies
- 2003-2005 : Boohbah
- 2007-2009 : Dans le jardin des rêves
- 2009-2010 : Tronji
- 2011-2012 : The Adventures of Abney & Teal
- 2011-2013 : Dipdap
- 2015-2017 : Twirlywoos

## Récompenses
1997: Médaille Baird de la Royal Television Society , Midland Centre
1998:  Bourse de la Royal Television Society
1999: Prix Veuve Clicquot de la femme d'affaires de l'année 1998
2000: Commandeur de l'ordre de l'Empire Britannique